# Holding Out for a Hero
"Holding Out for a Hero" é uma canção gravada pela cantora galesa Bonnie Tyler para a trilha sonora do filme Footloose (1984). Posteriormente, foi incluída em seu sexto álbum de estúdio, Secret Dreams and Forbidden Fire (1986). A faixa foi produzida por Jim Steinman que coescreveu a canção com Dean Pitchford e foi um hit no top 40 em vários países europeus, bem como no Canadá e na Billboard Hot 100 dos Estados Unidos. Seu relançamento em 1985 no Reino Unido alcançou a segunda posição (permanecendo lá por três semanas) na parada de singles do Reino Unido e liderou a parada de singles na Irlanda.

## Produção
A Paramount Pictures pediu a Bonnie Tyler para gravar uma música para a trilha sonora do filme Footloose de 1984. Ela concordou com a condição de que Jim Steinman que era seu produtor na época pela CBS/Columbia pudesse trabalhar com ela no projeto. Steinman escreveu a música com Dean Pitchford, que co-escreveu todas as músicas do álbum da trilha sonora. Tyler foi convidada para os estúdios de cinema da Paramount em Los Angeles para assistir às cenas de ação do longa-metragem e ver como "Holding Out for a Hero" se encaixaria na trama.
A canção compartilha vários elementos musicais com "Stark Raving Love", uma faixa do álbum solo de Steinman, Bad for Good (1981), incluindo o riff de piano e as harmonias vocais.

## Recepção
Em uma revisão retrospectiva, William Hughes do The AV Club, declarou que a música "exibe alguns dos piores excessos típicos de sua década (e do compositor): as letras são risíveis, e os sintetizadores pesados e os riffs de piano chegam perigosamente perto da cafonice", mas acrescenta: "A soma dessas partes transcende suas limitações, conectando-se diretamente à pura necessidade emocional como apenas as maiores canções românticas podem fazer". Num contra ponto, a American Songwriter afirma que a sua temática heróica e camp fez a canção manter a sua longevidade.
Escrevendo para a Metal Hammer, Paul Stenning descreveu a música como "o hino pop definitivo", afirmando: "Só Jim Steinman consegue se safar com tons tão bombásticos, neste caso a combinação perfeita com a voz inimitável de Tyler".

## Videoclipe
O videoclipe de "Holding Out for a Hero" foi produzido por Jeffrey Abelson para a Parallax Productions, dirigido por Doug Dowdle, com conceito de Keith Williams. Suas filmagens ocorreram no Grand Canyon e no Veluzat Ranch, Califórnia. O vídeo mostra Tyler escapando de uma casa em chamas; o vídeo se passa principalmente nas proximidades da casa em chamas e na beira do Grand Canyon – intercalado com cenas de cantores angelicais em vestidos brancos. Cowboys malignos vestidos de preto, carregando chicotes de neon, aparecem diante da intérprete, ameaçando-a; um herói cowboy vestido de branco, brandindo um revólver, aparece a cavalo e os cowboys malignos fogem a cavalo, com o herói em sua perseguição. Conforme a música diminui, o herói aparece na frente de Tyler. O videoclipe foi posteriormente parodiado por David Copperfield.

## Regravações e uso na mídia
"Holding Out for a Hero" apareceu em vários comerciais, trilhas sonoras de filmes e televisão, e a música foi regravada por vários artistas. Em 1984, a versão do EG Daily foi usada como tema para a série de televisão Cover Up. Em 1986, a Chrysler usou a música em um comercial do Le Baron GTS. "Holding Out for a Hero" também foi usada em vários filmes durante a década de 1980, incluindo Footloose (1984), Short Circuit 2 (1988) e Who's Harry Crumb? ou produções que recriam a nostalgia desse período como as animações Pokémon: Detetive Pikachu (2019) e Regular Show. Em 2004, Jennifer Saunders realizou uma regravação intitulada de "I Need a Hero" para Shrek 2, que ela interpreta como a Fada Madrinha. Frou Frou também canta uma versão para a sequência de créditos. Posteriormente, a regravação de Saunders foi utilizada mais tarde na cerimônia de abertura dos Jogos Olímpicos de Verão da Juventude de 2010. Ella Mae Bowen gravou um cover da música para o remake de Footloose de 2011.
Em 2021, a música foi notada por suas aparições nos trailers de Masters of the Universe: Revelation e o videogame Guardians of the Galaxy e em "The Variant", o segundo episódio da série Loki do Disney+, todos os quais estrearam na mesma semana. Neste mesmo ano, um fan-edit de Luke Skywalker enfrentando Darth Vader ao som da música viralizou nas redes sociais. Isso levou a um aumento significativo nos downloads e streams, e uma colocação no topo da parada Top TV Songs da Billboard. Em fevereiro de 2022, "Holding Out for a Hero" recebeu novamente cobertura da mídia por seu uso em "The Trials and Tribulations of Trying to Pee While Depressed", o sétimo episódio da série americana Euphoria.
Em 2001, Tandi Iman Dupree e Dee St. James apresentaram uma coreografia de "Holding Out for a Hero" no concurso Miss Gay Black America. Imagens do evento tornaram-se virais após serem publicadas no YouTube em 2009. Tyler lançou regravações da música em 2004 e 2011. Em 2013, ela gravou uma nova versão da música para uso em uma campanha de arrecadação de fundos da Children in Need.

## Gráficos
| Tabela(1984)                                | Pico |
| ------------------------------------------- | ---- |
| Austrália (Kent Music Report)               | 44   |
| Áustria (Ö3 Austria Top 75)                 | 19   |
| Canadá (Billboard)                          | 17   |
| Canadá (RPM Top Singles)                    | 19   |
| Europarade Top 40 (Music Week)              | 12   |
| Finlândia (Suomen virallinen lista)         | 8    |
| Japão (Oricon Singles Chart)                | 38   |
| Nova Zelândia (Recorded Music NZ)           | 33   |
| África do Sul (Springbok Radio)             | 23   |
| Suécia (Sverigetopplistan)                  | 19   |
| Reino Unido (UK Singles Chart)              | 96   |
| Estados Unidos (Billboard Hot 100)          | 34   |
| US Cash Box Top 100                         | 35   |
| US ARC Top 40                               | 24   |
| Alemanha Ocidental (Official German Charts) | 19   |

| Tabela (1985)                            | Pico |
| ---------------------------------------- | ---- |
| Irlanda (IRMA)                           | 1    |
| Reino Unido (UK Singles Chart)           | 2    |
| European Hot 100 Singles (Music & Media) | 29   |
| European Airplay Top 50                  | 19   |

| Tabela (2017)                    | Pico |
| -------------------------------- | ---- |
| Polónia (Polish Airplay Top 100) | 49   |

| Tabela(2021)            | Pico |
| ----------------------- | ---- |
| Hungria (Single Top 40) | 23   |

| Tabela (1985)                        | Posição |
| ------------------------------------ | ------- |
| UK Singles (Official Charts Company) | 31      |

#### Ressurgimento
| Tabela (2021)               | Pico |
| --------------------------- | ---- |
| US Top TV Songs (Billboard) | 1    |

## Certificações
| Região | Certificação | Vendas                                    |
| --- | ------------ | ----------------------------------------- |
| Dinamarca (IFPI Dinamarca) | Ouro         | 5 000^                                    |
| Alemanha (BVMI) | Ouro         | 250 000^                                  |
| Itália (FIMI) | Ouro         | 25 000‡                                   |
| Portugal (AFP) | Ouro         | Erro de expressão: Falta operando para *^ |
| Espanha (PROMUSICAE) | Ouro         | 10 000^                                   |
| Reino Unido (BPI) | Platina      | 600 000                                   |
| *números de vendas baseados somente na certificação ^distribuições baseadas apenas na certificação ‡vendas+valores de streaming baseados somente na certificação |              |                                           |

## Lista de faixas e formatos
- 1984 7" single

1. "Holding Out for a Hero" – 4:22
2. "Faster Than the Speed of Night" – 4:40

- 1984 12" single

1. "Holding Out for a Hero" (Extended Remix) – 6:19
2. "Holding Out for a Hero" (Instrumental) – 5:15
3. "Faster Than the Speed of Night" – 4:40

- 1991 12"/CD single

1. "Holding Out for a Hero" – 4:41
2. "Faster Than the Speed of Night" – 4:40
3. "Total Eclipse of the Heart" – 6:49

## Créditos e pessoal
- Bonnie Tyler – vocais principais
- Jim Steinman – produtor
- John Jansen – produtor associado
- Greg Edward, Arthur Payson, Neil Dorfsman – gravação, mixagem
- Greg Calbi – masterização
- Sterling Smith – piano, sintetizador, bateria eletrônica Linn
- Hiram Bullock – guitarra
- John Philip Shenale – programação, sintetizador
- Art Wood – bateria Simmons e Linn
- Tom Malone como Tom "Bones" Malone – trombone, saxofone tenor e voz
- Michael Brecker – saxofone tenor
- Alan Rubin – trompete
- Lew Soloff – trompete
- Jim Pugh – trombone
- Dave Taylor – trombone baixo
- Rory Dodd, Eric Troyer, Holly Sherwood – vocais de apoio, arranjo vocal
- Ellen Foley – arranjo vocal adicional

## Versão japonesa
"Hero: Holding Out for a Hero" (em japonês: ヒーロー HOLDING OUT FOR A HERO) é uma versão cover com letras japonesas escritas por Masao Urino e sendo lançado pela primeira vez como single pela Takeshi Kitagawa em 1984. No dia 5 de julho daquele mesmo ano, a canção foi relançada com a performance vocal de Yuki Katsuragi e alcançou a posição 50 na Oricon Singles Chart. Meses depois, no dia 5 de novembro, foi a vez de Miki Asakura regravar "Hero: Holding Out for a Hero" e a seu cover alcançou a posição 19 na Oricon Singles Chart e a posição 20 na parada de singles do Music Labo. Vendeu 181.000 cópias de acordo com a Oricon e 200.000 cópias de acordo com Mamoru Murakami.